# Тэкая
Тэкая — один из племенных союзов конфедерации Кая во время периода Трёх государств на Корейском полуострове. Тэкая был расположен на территории современного уезда Корён, в провинции Кёнсан-Пукто, Южная Корея.
Согласно «Самгук Саги», Тэкая существовал в течение примерно 520 лет с первого вана, Иджинаси (이진아시왕), до последнего, Тосольджи (도설지왕). Всего, согласно этой хронике, в Тэкая было шестнадцать ванов, однако приведены имена только четырёх из них: 1-й ван Иджинаси, 9-й — Анои, 16-й — Тосольджи и Хаджи, чей номер неизвестен. Ван Хаджи (하지, 荷知) посылал посольство в Намдже (南齊), Китай в 479 году. Согласно китайским записям, он получил ранг третьего порядка, на одну ступень ниже, чем ранг Пэкче и Силла.
Тэкая быстро развивался и стал главной силой в союзе Кая к V веку, частично из-за своих продвинутых металлургических технологий.
Ван Хаджи был в союзе с Пэкче и Силла против Когурё в 481 году. Во время битвы у форта Кван в 554 году Тэкая был в союзе с Пэкче против Силла, где и Пэкче и Тэкая потерпели жестокое поражение. Эта конфронтация разобщила членов Кая и вскоре Тэкая уступил лидирующее положение в Кая другому союзу — Ара Кая.
В 562 году Тэкая был завоёван армией Силла.